# 北条時章
北条 時章（ほうじょう ときあき、ときあきら）は鎌倉時代前期の北条氏一門。鎌倉幕府の評定衆。名越 時章（なごえ ときあき、ときあきら）とも。名越流北条氏の初代北条朝時の子で、第2代当主。

## 生涯
寛元3年（1245年）には兄の北条光時が5代執権北条時頼の廃立を企てて失敗した宮騒動により失脚しており、事前に時頼に恭順を誓っていた時章は赦免されて宝治元年（1247年）より評定衆となる。時章は穏健派で、得宗家との協調を望んでいたが、兄光時や弟教時が急進的な反得宗であったため、家中の政争に巻き込まれてゆく。
8代執権北条時宗の頃、文永9年（1272年）に時章と教時のもとに時宗による追討の兵が迫り、その兵によって殺害される（二月騒動）。享年58。その後、時章は無実であったことが判明し、時章を殺害した四方田時綱ら5人は斬首に処せられ、時章の子の公時は評定衆、孫の時家は評定衆・鎮西探題に就任するなど、時章の子孫は幕府の要職に取り立てられている。
蒙古襲来を前に幕府首脳陣は幕府の一元化を企図していたこと、時章が守護職を務めていた大隅国などが二月騒動後収公されていることから、幕府としては初めから時章を始末する腹積もりであった可能性もある。

## 経歴
※日付＝旧暦
- 暦仁元年（1239年）閏2月15日、大炊助に任官。2月27日、式部少丞に遷任。9月1日、従五位下に叙し、式部大丞に転任。
- 寛元3年（1245年）4月8日、尾張守に転任。
- 宝治元年（1247年）、幕府の評定衆と就る。
- 建長3年（1251年）、引付頭人兼帯。
- 文永3年（1266年）、引付頭人退任。
- 文永6年（1269年）、引付頭人復帰。
- 文永9年（1272年）、二月騒動で殺害。

## 関連作品
- 北条時宗 (NHK大河ドラマ) - 2001年、演：白竜
- アンゴルモア 元寇合戦記（ComicWalker -連載中　角川書店）